# Riumar
Riumar és una urbanització pertanyent al municipi català de Deltebre. Situat parcialment en la delimitació de zona marítima-terrestre (ZMT), està a tocar de la desembocadura del riu Ebre, a deu quilòmetres del centre urbà del municipi i és directament limítrof i envoltat del Parc Natural del Delta de l'Ebre.
Es tracta d'un nucli eminentment turístic de xalets, apartaments i segones residències d'estiueig construït durant el desenvolupisme franquista dels anys 1960 i per a eixa finalitat. Té un govern de descentralització propi dins del consistori de Deltebre —el Consell de Riumar— i, d'ençà de mitjan dècada del 2000, ha estat notori pels seus intents fallits en diverses ampliacions i propostes constructives de ports esportius i promocions residencials.
El seu futur ha centrat històricament un debat social i administratiu pel que fa a l'especulació urbanística i per la cronologia de molts anys sense la definició d'un document marc d'actuació en un dels ecosistemes més fràgils i protegits de Catalunya. Alhora, els diversos models de predicció del canvi climàtic preveuen que els fonaments dels seus edificis actuals quedaran irremeiablement inundats abans del 2050; es tracta d'una àrea amb una existència greument amenaçada per a mitjan segle de resultes de l'escalfament global. En aquesta línia, la incertesa que es puga convertir en un dels primers nuclis de tot el continent europeu a tornar-se inhabitable ha fet que des dels anys 2010 molts propietaris n'hagin posat en venda progressivament els terrenys i habitatges.

## Història urbanística i mediambiental

### Origen, trama urbana i entorn ecològic
El delta de l'Ebre és un entorn ecològic i geològic que ha sofrit una evolució molt heterogènia al llarg dels darrers segles. En el segle xiv tingué lloc una acció antropogènica molt important per causa de la desforestació riu amunt, que provocà una consegüent erosió de sediments cap a la desembocadura —que havia romàs amb un delta molt menut des de feia milers d'anys. L'impacte humà continuà fins al segle xvii, quan s'hi varen iniciar les primeres canalitzacions per a usos agraris; l'extensió deltaica continuà creixent, però de manera molt irregular i amb petites illes que sovint eren devorades per contínues riuades. No fou fins a mitjan segle xix i gairebé al tombant del segle xx que, amb una xarxa agrícola consolidada i els primers pantans, la configuració geomorfològica evolucionà prou com per parlar dels inicis del cap de Tortosa i de les platges del Fangar i de la Marquesa.
Precisament en eixa zona de dipòsits sedimentaris consolidada sobre la mar només a partir de les primeries del segle xx, els orígens de Riumar no es remunten fins a més de mig segle després, transcorreguda la primera dècada del franquisme. Després que a mitjan dècada dels 1950 l'Institut Nacional de Colonització construïra el Poble Nou del Delta (llavors batejat com a Villafranco del Delta) en terreny deltaic per promoure el seu projecte d'autarquia i de cultiu de l'arròs posteriors a la Guerra Civil espanyola, el decenni del 1960 la zona destacà pels projectes turistificadors del règim. La creació planificada de Riumar (llavors Riomar) durant eixos anys fou una estratègia econòmica per dur-hi entre 20.000 i 30.000 apartaments turístics al llarg de 375 hectàrees, tot i que finalment només s'hi construïren una cinquantena en situació no del tot legal. Així i tot, els interessos especulatius van propiciar que fora declarat com a Centre d'Interès Turístic Nacional espanyol l'any 1970.
El resultat d'eixa creació, provada com a altament destructiva de l'ecosistema de dunes i maresmes que hi havia fins llavors, fa que l'urbanisme de Riumar siga avui molt diferent del centre històric de Deltebre. Es tracta d'un entorn urbà descentralitzat, d'urbanisme ortogonal i lineal edificat majoritàriament amb xalets, habitatges unifamiliars i apartaments residencials destinats al sector turístic, sobretot durant els mesos d'estiu i freqüentat especialment per visitants de la resta de Catalunya, seguit de francesos i alemanys. L'economia municipal de tot Deltebre, per tant, s'ha fet depenent del sector terciari al llarg de les darreres dècades.

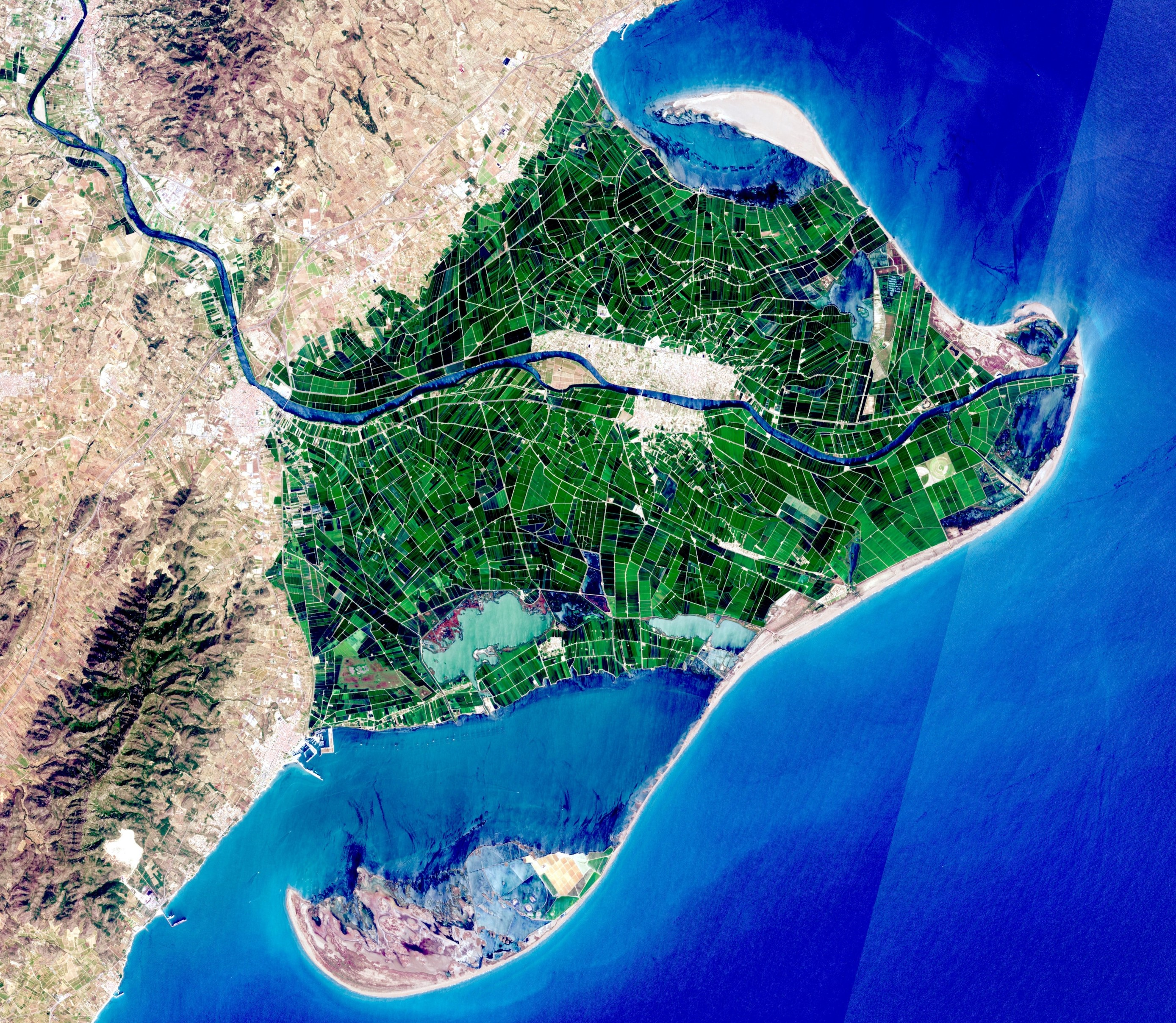
Entorn del Delta de l'Ebre i el seu Parc Natural. Riumar s'albira com a urb consolidada a l'esquerra de la desembocadura i del Cap de Tortosa.

L'entorn de la urbanització ha adquirit una gran transcendència mediambiental des de la segona meitat del segle xx. Des del 1986 i Passeig Marítim ençà, el traçat urbà limita immediatament amb el Parc Natural del Delta de l'Ebre i representa un espai crític com a zona d'especial protecció per a les aus i de la xarxa Natura 2000. Endemés, el delta s'ha constituït com un dels enclavaments més significatius com a zona humida al sud d'Europa, sota la distinció de Reserva de la Biosfera des del 2013.
De fet, un dels trets distintius de Riumar és l'hodonímia: el nomenclàtor dels carrers li atribueix a cadascun el nom de diferents espècies d'aus marines. A banda de les espècies d'ocells i de flora circumscrits dins el Parc Natural, dins de la urbanització, als marges dels seus camins i en la seua perifèria pendent d'actuació urbanística s'hi troben espècies botàniques del gènere Euphorbia (com ara la lleterola, E. serrata o E. exigua), la bleda borda, la cama-roja vera, la flor de nit, els morrons de canari, l'amarant deflex, la calcida blanca, cactus com Opuntia ficus-barbarica i espècies eminentment dunars o d'indrets sorrencs poc remoguts i halòfils com Carpobrotus edulis, l'herba gallinera, Polycarpon tetraphyllum, la centaura groga o el limoniastre. N'hi ha algunes que, d'arreu del Delta, són exclusivament localitzables dins els perímetres de la urbanització: la ruca, Eragrostis mexicana, Euphorbia marginata i el xereix Setaria verticillata.

### Cronologia de projectes constructius de Riumar I a VI
Tot i el seu entorn de màxima protecció ambiental, amb l'entrada del segle xxi i un pacte polític de sociovergència per a la batllia, Riumar visqué un nou apogeu d'interés constructiu. Els plànols urbanístics del municipi, que havien estat regits per unes normes subsidiàries des del 1995, han arribat a projectar fins a sis possibles nous sectors pendents, de l'I al VI, a banda i banda de la urbanització i fins a la línia de mar. En la línia de molts altres macroprojectes als municipis veïns, l'any 2004 es presentà un nou pla de marina esportiva al sector III per a construir-hi fins a un miler més de cases adossades, un port esportiu i àdhuc un camp de golf en la zona des del límit sud-est del nucli fins al càmping de l'Aube. Nogensmenys, eixa proposta d'especulació immobiliària i urbanística fou desestimada a conseqüència de la tramitació del Pla Director Urbanístic del Sistema Costaner (PDUSC).
A banda del PDUSC, el 2005 la Generalitat emeté des del llavors Departament de Política Territorial i Obres Públiques un segon PDSUC (PDSUC-2) que també restringí els sectors I i IV. A grans trets, el document alliberava pressió edificativa a la façana marítima, reduïa la quantitat i la densitat constructiva i exigia alliberar un dels eixaucs del regadiu (lo Desaigüe del Bufon). Tot i així, des de l'ajuntament deltebrenc s'insistí que es volia negociar per a construir-hi 700 habitatges pel cap baix.
Poc més tard, el 2007, el govern municipal volgué aprovar un Pla d'Ordenació Urbanística Municipal (POUM) que incloïa les restriccions dels PDUSCs, però que insistia en la creació d'una marina recreativa per a 1.200 embarcacions i 760 habitatges al sector III. A més, també pretenia desenvolupar els sectors I i IV amb fins a 500 habitatges addicionals i instal·lacions hoteleres. La consecució de 3.400 signatures veïnals contra el POUM i un seguit d'irregularitats del comité redactor van aturar-ne l'aprovació final.
La presentació del Pla Territorial Parcial de les Terres de l'Ebre, que presentava canvis significatius com el creixement urbà només en terreny consolidat i més prevenció i blindatge de les zones inundables com ara específicament Riumar i l'entorn del càmping l'Aube, desfermà fortes crítiques de l'Ajuntament de Deltebre. La batllia deltebrenca creia que era una imposició administrativa de la Generalitat de Catalunya que limitava la seua expansió territorial i econòmica del municipi i que s'excedia de competències. Pel que fa a la resposta social, l'Associació de Veïns Delta presentà un total de 2.300 al·legacions sostingudes per 860 veïns.
Uns tres anys més tard, el 2011, l'Ajuntament tornà a afirmar que la revitalització turística de la zona era cabdal i que, malgrat les expectatives climàtiques d'un increment del nivell del mar de 15 centímetres, estava pendent d'un informe favorable de la Universitat de Cantàbria per a iniciar obres d'ampliació el 2012. Aquell estudi, amb mesures correctores, havia de permetre que es tramitara la construcció de 500.000 m² a les zones I i IV, amb noves imposicions d'usos de sòl i alçades d'edificabilitat concretes. En eixos dos sectors, la promotora Fomento Inmobiliario de Catalunya preveia que uns 17.500 m² foren d'usos hotelers, mentre que uns 125.000 m² ho foren per a pràcticament 500 habitatges. En el sector III, per altra banda, les constructores Delta Verd i Dintre Vila preveien 1.500 habitatges, dos recintes hotelers, un port esportiu de 400 amarradors i 1.500 m² per a locals comercials. I en el sector V, el ja consolidat i que dona nom a la urbanització com a tal, tenia pressupost d'1,8 milions d'euros per a operacions d'asfaltatge i de millora de les zones verdes i del subministrament d'aigua potable.
A mitjan 2013, la Comissió d'Urbanisme de les Terres de l'Ebre (CUTE) denegà l'aprovació dels plans parcials urbanístics, puix que no seguien els criteris necessaris per a prevenir els efectes del canvi climàtic: s'exigia endarrerir la línia constructiva fins a 200 metres terra endins i rebaixar de cinc a tres plantes les alçades en alguns punts. També s'obligava a alliberar fins a un 75% de l'espai en sectors lliures d'ús públic. Mentre que el Riumar I-IV abastava una superfície de 55,5 hectàrees a la franja oest (afectada pel PDUSC), els edificis haurien de concentrar-se al sud-est amb nou habitatges per hectàrea. I en la III, l'extensió del projecte seria de 36,2 ha entre el nucli residencial ja construït i el club nàutic.
El 2014, la Comissió de Territori i Sostenibilitat del Parlament de Catalunya rebutjà per majoria una moció d'Iniciativa per Catalunya Verds que sol·licitava l’aturada de la tramitació del pla parcial del sector III i que es revisara l’aprovació del pla parcial del sector IV. El març del 2015, el consistori licità l'execució d'obres i arranjaments d'urbanització de la zona V, però quedà sense efecte al cap de dos mesos i escaig.
Després d'una situació excepcional durant diversos anys sense POUM, regit per les normes del 1995 i els dos intents fallits d'aprovació el 2007 i el 2013, aquest document marc de planificació territorial fou finalment redactat pel Departament de Territori i Sostenibilitat de la Generalitat de Catalunya. Fou presentat als agents socials i econòmics el 2018 i aprovat en ple municipal l'any 2021. Aquesta nova planificació cercà de reutilitzar espais urbans infrautilitzats i concentrar la futura edificabilitat als nuclis històrics de la Cava i de Jesús i Maria, però no significà la renúncia en la construcció de més usos comercials, instal·lacions hoteleres a Riumar en les dècades vinents. Per altra banda, la previsió del Govern espanyol d'endarrerir la línia de la zona marítima-terrestre (ZMT) fins a 264 metres endins i en virtut d'un Pla de Protecció del delta de l'Ebre d'eixe mateix any, va ser qualificat pel Consell de Riumar com la fi i la «condemna a mort» del futur de la urbanització i se sumava a la tendència de venda de terrenys per part de molts propietaris en vista de la situació climàtica. L'actuació suposaria eliminar 94 habitatges i 120 propietats; podria comportar que els terrenys foren expropiats, malgrat que l'executiu estatal va desmentir-ho.

### Inundacions, riscos climàtics i posicions científiques
La zona residencial de Riumar es caracteritza per estar prou protegida per una formació dunar afavorida per la proximitat de la desembocadura del riu i açò, en certa manera, actua com a element de difracció. De tota manera, a les darreries dels anys 2000, els estudis de predicció climàtica apuntaven al fet que la urbanització de Riumar era aproximadament el 5% de l'extensió del Delta que, àdhuc amb mesures correctores, molt probablement per raons de cost-eficiència no es podria arribar a salvar de les inundacions per mor de l'escalfament global, la pujada del nivell del mar i la regressió de la platja. El consens científic la situa com un dels punts més crítics, seriosos i irreversibles per l'impacte climàtic a mitjan segle xxi i amb probabilitats de deixar de ser una zona habitable i accessible entre el 2050 i el 2100.

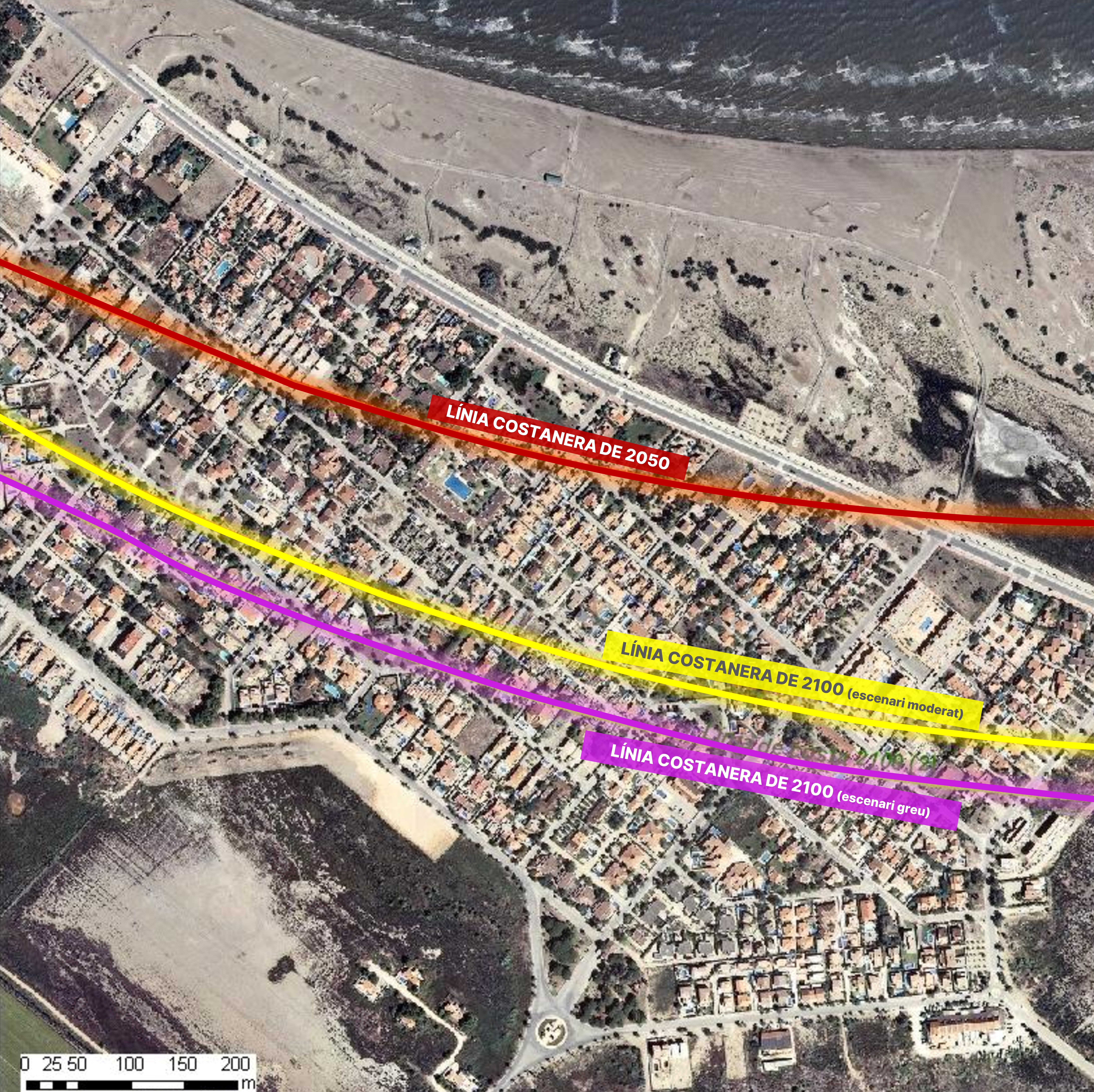
Mapa de l'Institut Cartogràfic i Geològic de Catalunya amb tres línies que representen els escenaris de regressió i la posició estimada de la línia costanera de Riumar pels anys 2050 (roig) i 2100 (groc, escenari moderat; lila, escenari greu).

Pel que fa al darrer punt, en el període entre el 1986 i el 1995 la sorra costanera de la zona de Riumar ja s'havia documentat com un dipòsit a dues fases (el superior, de 2,5 metres de gruix i amb una granularitat mitjana de 200-250 mm; l'inferior, de sorres mitjanes i llimoses amb 4,5 cm de fase orgànica a 4,5 metres de profunditat) que retrocedia a raó de 5 metres anuals a l'embat de la mar. És pràcticament la mateixa previsió de retrocés que la prevista fins als anys 2050 i 2100, que estima que es perdrien, pel cap baix, més de 200 metres dels 15 cm superiors de terreny arribada aquesta data. Altres estimacions postulen que la pèrdua de sorra anual en la zona ja s'ha enfilat els últims anys fins a 7,7 metres anuals en alguns punts.
El precari sistema de clavegueram del nucli des dels seus orígens s'uneix al fet que l'increment del nivell del mar afectarà progressivament els fonaments de les llars i farà retrocedir la línia costanera. La zona, que té una alçada mitjana de l'onatge de 63 cm a l'estiu i de 97 cm a l'hivern, pot arribar a quintuplicar-se en casos meteorològics extrems. Les prediccions d'inundabilitat sense el factor d'increment del nivell del mar, regides pels períodes de retorn que plantegen episodis meteorològics molt greus que transcorren amb una periodicitat de 10, 50, 100 anys i 500 anys, posen de manifest que només amb situacions excepcionals cada 500 anys (T500) el conjunt urbà ja consolidat de Riumar podria acabar completament negat per l'aigua del mar. Tanmateix, en períodes de retorn T50 o T100, bona part dels sectors I, III i IV en plantejament urbanístic pateixen risc moderat o greu d'inundació, així com tots els accessos i l'entorn de la urbanització, que quedaria gairebé aïllada de terra ferma.
En casos de tempesta, emperò, la urbanització ja ha patit certes inundacions, entre les quals una de molt greu el 2010 i el devastador impacte del temporal Gloria. Aquell cicló extratropical del 2020 fou molt violent per al Delta de l'Ebre: n'engolí la Barra del Trabucador i penetrà fins a tres quilòmetres terra endins, Riumar inclòs, i amb una forta inundació que en alguns punts del nucli va envair significativament, per primer cop, l'àrea edificada. Els estudis acadèmics apunten que, en episodis d'inundació, els vials i les carreteres més elevades actuen com a terraplens de contenció, però els camps d'arròs que envolten la trama urbana fan l'efecte contrari i contribueixen al fet que l'aigua s'escoli terra endins.
Per altra banda, el canvi climàtic també fa que cada vegada els episodis de vent facin entrar cada cop més sorra als jardins i s'escoli per les finestres dels habitatges. A diferència de la planificació i aprovació urbanística del POUM, una de les propostes de consens científic havia estat l'actuació adaptativa i de mitigació climàtica, és a dir, que els primers 500 metres del litoral entre les platges de Riumar i de la Marquesa fossin transferits a la titularitat pública i que s'hi promoguera una renaturalització amb un sistema de dunes i aiguamolls consolidats. Altres mesures d'urgència alta per al 2050 plantejades acadèmicament, a banda d'este manteniment de la línia de costa, han estat les polítiques de conscienciació ciutadana, els sistemes d'alerta per a temporals i esdeveniments metereorològics, mesures correctores per al manteniment de la línia costanera i l'abandonament progressiu de la urbanització, amb els consegüents reallotjaments. Es creu que fins i tot en previsions molt optimistes en què la urbanització poguera resistir l'embat d'inundacions i regressions costaneres, tot el seu entorn d'accessos en quedaria afectat i intransitable. Quant a l'apartat de sensibilització ciutadana, el 2017 només un 22% dels veïns enquestats era conscient sobre les mesures de mitigació deltaiques. I pel que fa a les mesures correctores, el 2021 el veïnat deltebrenc criticà que les proves pilot amb dics intel·ligents o dragues en cas de temporal no s'havien implementat.

Alçades del calat d'inundació a Riumar en diversos períodes de retorn (en cm)
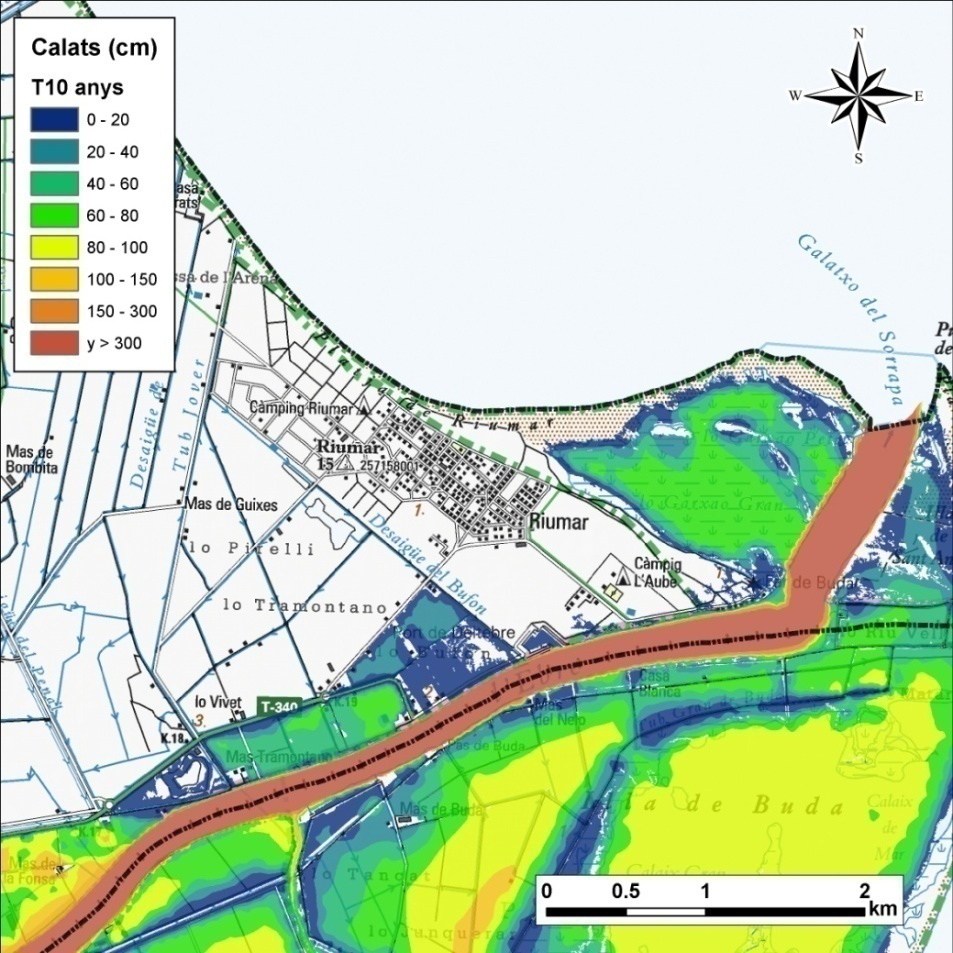
Calat en esdeveniments amb recurrència cada 10 anys (T10)
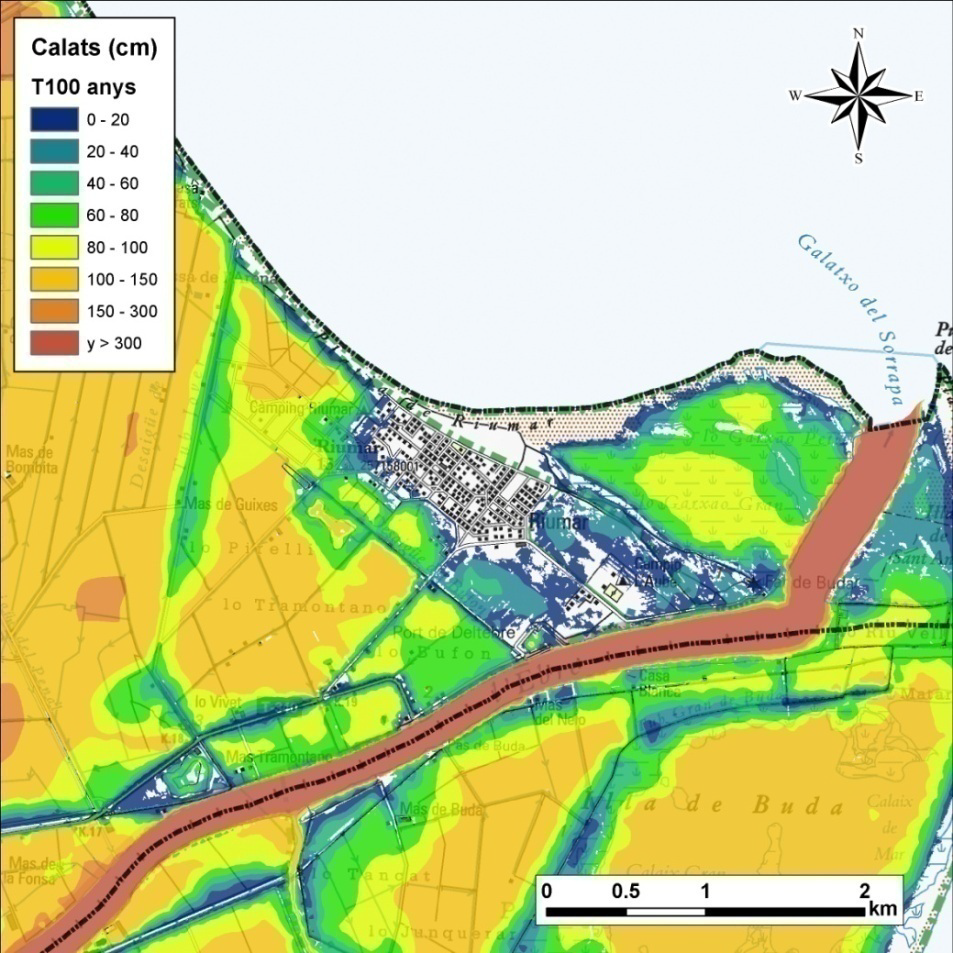
Calat en esdeveniments amb recurrència cada 100 anys (T100)
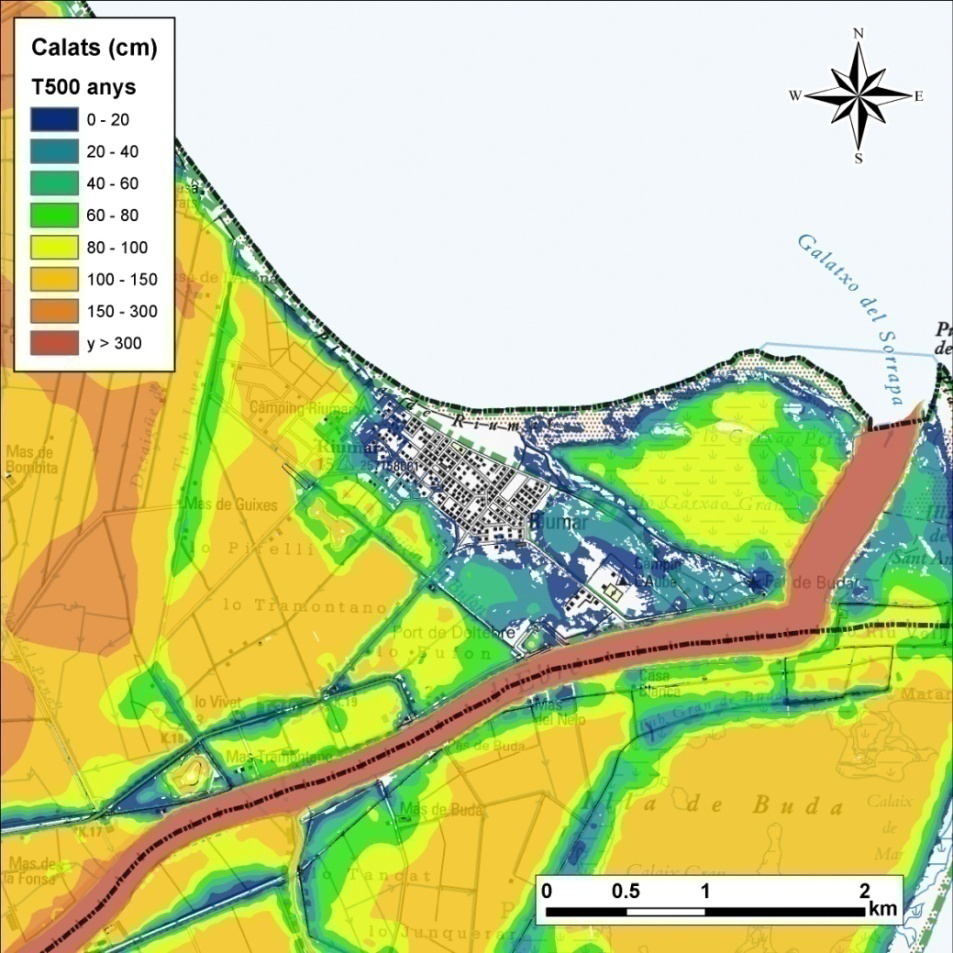
Calat en esdeveniments amb recurrència cada 500 anys (T500)

## Descentralització, demografia i serveis

### Desagregació administrativa

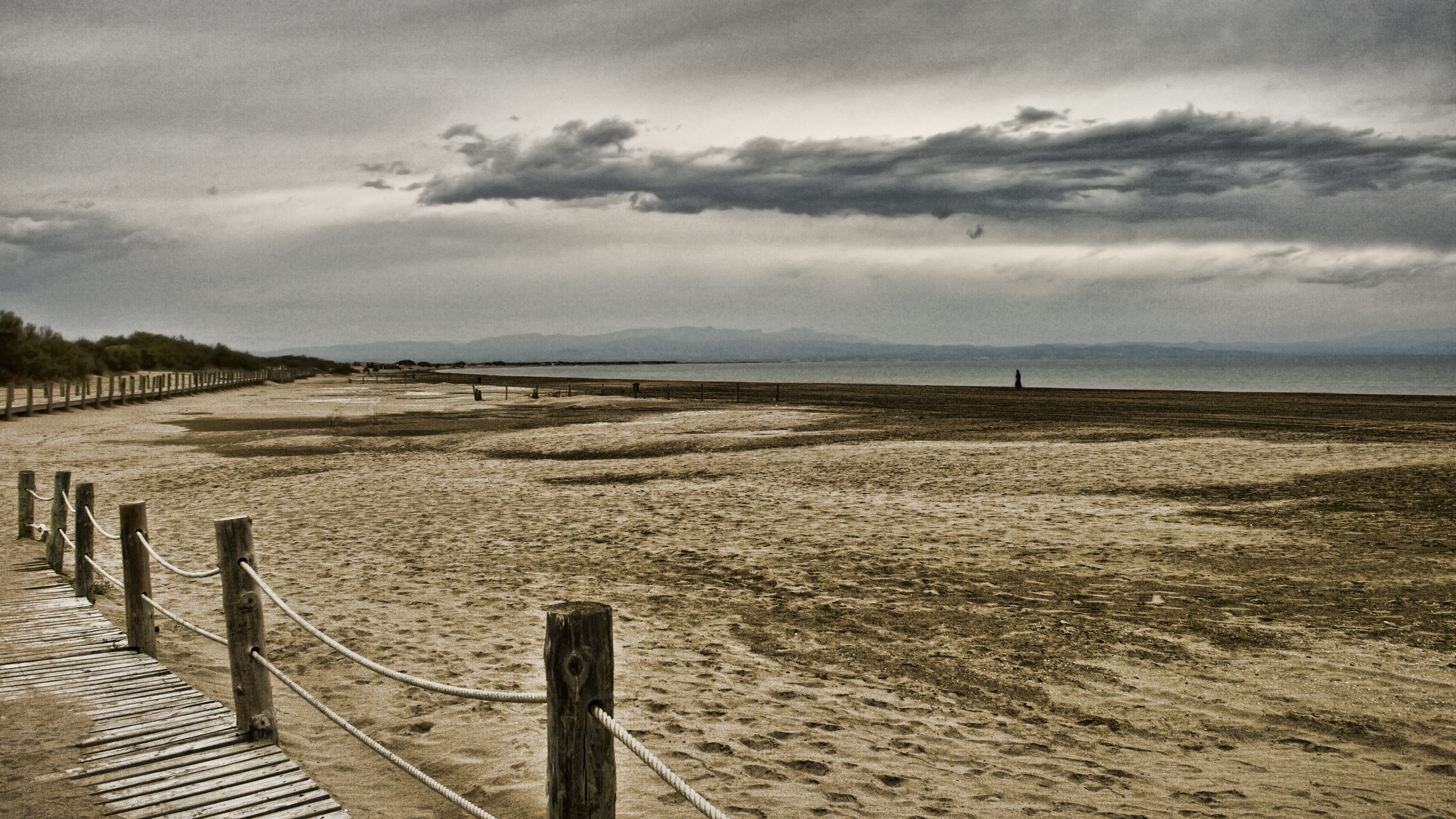
Platja de Riumar en un dia encapotat de 2009.

En les primeries de la seua existència, Riumar pertangué al terme de Tortosa, que era un dels municipis més extensos de tot Catalunya amb fins a 424,3 km² de superfície. Eixa situació, que havia comportat el sentiment d'abandó de les llavors pedanies per la manca d'infraestructures i de serveis públics fins al punt de recórrer al Tribunal Suprem per a deixar de formar part de la jurisdicció tortosina, canvià durant la Transició espanyola. Tant la partida de Jesús i Maria com la de la Cava —Riumar inclòs— es van segregar conjuntament de Tortosa i van constituir el nou municipi de Deltebro el 20 de maig del 1977, amb el topònim normalitzat com a Deltebre el 3 de desembre del 1979.
Diverses dècades i reivindicacions veïnals després, l'any 2016 Riumar presentà un òrgan de desconcentració municipal, el Consell de Riumar, que té la finalitat de treballar d'impulsar el nucli. Disposa de dotze representants, quatre dels quals amb funció executiva i que hi representen l'Ajuntament de Deltebre. Duu a terme sessions cada tres mesos per debatre i analitzar totes les qüestions que l'afecten. El seu president d'ençà de la seua creació fou Eutimio Mauri, del grup Enlairem Deltebre (marca municipal de Junts per Catalunya), renovat en el càrrec el 2019.

### Població i serveis

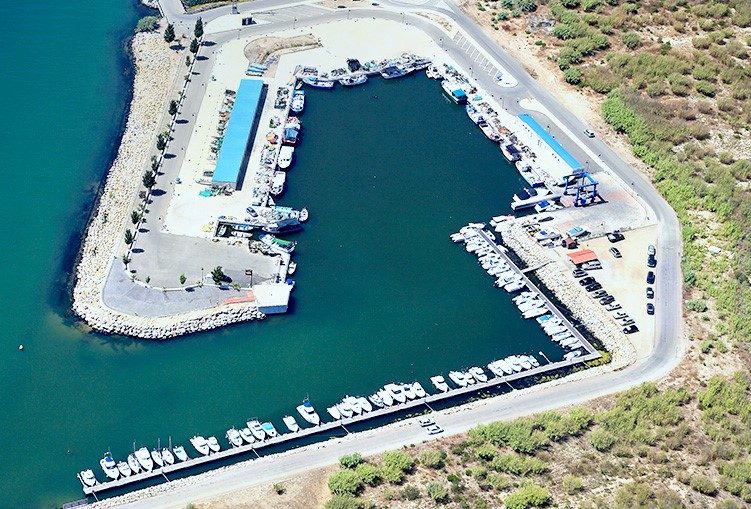
Port de Deltebre, al sud-est de la urbanització de Riumar.

Les dades poblacionals pertanyents estrictament a la urbanització només es coneixen des del 1991 (46 habitants), més d'una dècada després del canvi de municipi de Tortosa al de Deltebre, quan fou publicat per primera volta el Nomenclàtor estadístic d'entitats de població de Catalunya. Mentre que Riumar té unes 200-400 persones empadronades entre les dècades del 2000 i del 2020, atés l'impacte turístic la seua població pot arribar a multiplicar-se per quinze en període estival fins a fregar les 5.000 persones. Això fa que presenti comerços i establiments de restauració diversos, un mirador paisatgístic a la platja, una zona d'esports i recreativa, el càmping Capfun l'Aube (l'altre que hi havia, el càmping Riumar, tancà les portes) i també un punt sanitari de la Creu Roja. També és on s'ubica el port de Deltebre, pertanyent a Ports de la Generalitat i que té una dàrsena pesquera amb dos molls (de ponent i de ribera) per a 14 barques —que pesquen unes 77,5 tones anuals de peix— i una altra dàrsena esportiva amb un moll (de llevant) amb 159 amarradors.
| 1996 | 1998 | 2000 | 2002 | 2004 | 2006 | 2008 | 2010 | 2012 | 2014 |
| ---- | ---- | ---- | ---- | ---- | ---- | ---- | ---- | ---- | ---- |
| 74   | 98   | 134  | 190  | 203  | 276  | 320  | 355  | 373  | 315  |

| 2016 | 2018 | 2020 | 2022 | 2024 | 2026 | 2028 | 2030 | 2032 | 2034 |
| ---- | ---- | ---- | ---- | ---- | ---- | ---- | ---- | ---- | ---- |
| 251  | 249  | 270  | 325  | 322  | -    | -    | -    | -    | -    |

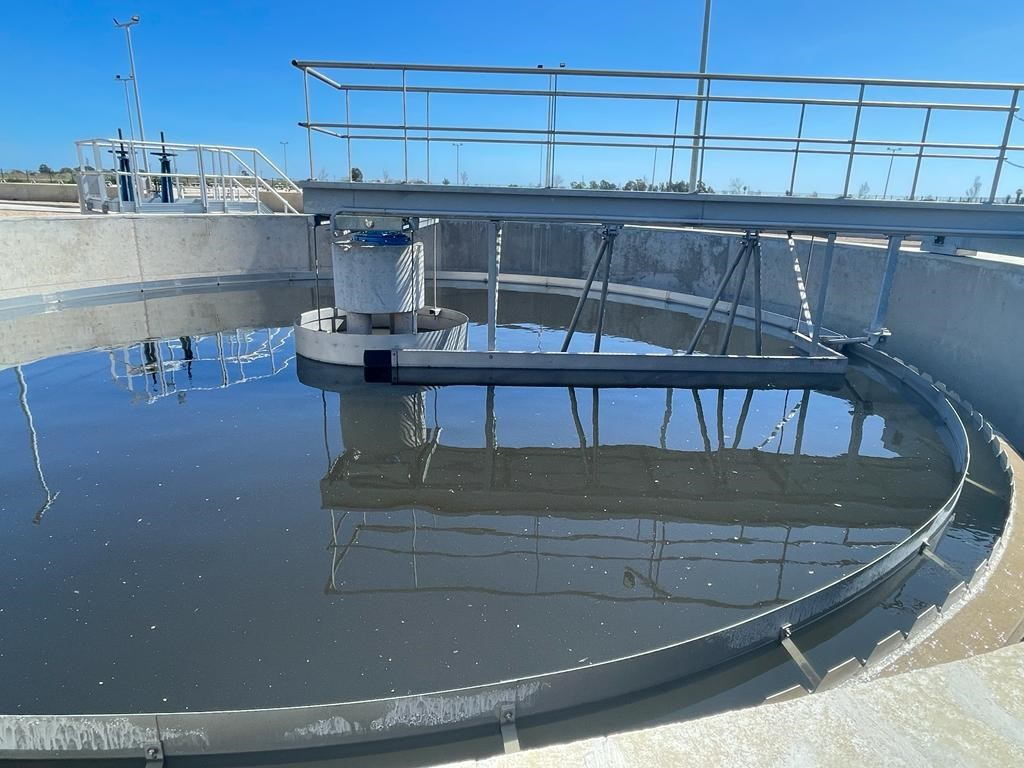
Depuradora de Riumar, inaugurada el 2023.

Malgrat els seus pics poblacionals d'alguns milers de persones, Riumar havia estat una urbanització sense depuradora, sumat a altres nuclis deltaics amb infraestructures d'aprovisionament d'aigua per sota de l'eficiència necessària o, en casos de cases disseminades, sense clavegueram. El març del 2023 hi fou inaugurada la primera instal·lació de tractament d'aigües residuals, a 2 metres d'altitud per evitar inundacions a 500 anys i que tingué un cost de 5,7 milions d'euros i una capacitat de depuració de 850 m³ diaris, hàbil per a increments poblacionals de fins a 4.041 persones i amb un funcionament per mitjà de fangs activats amb un reactor de llit mòbil (MBBR). Les aigües, un cop tractades, estigué previst que anaren a parar a un col·lector de gravetat i després a un efluent a la ribera esquerra del riu.

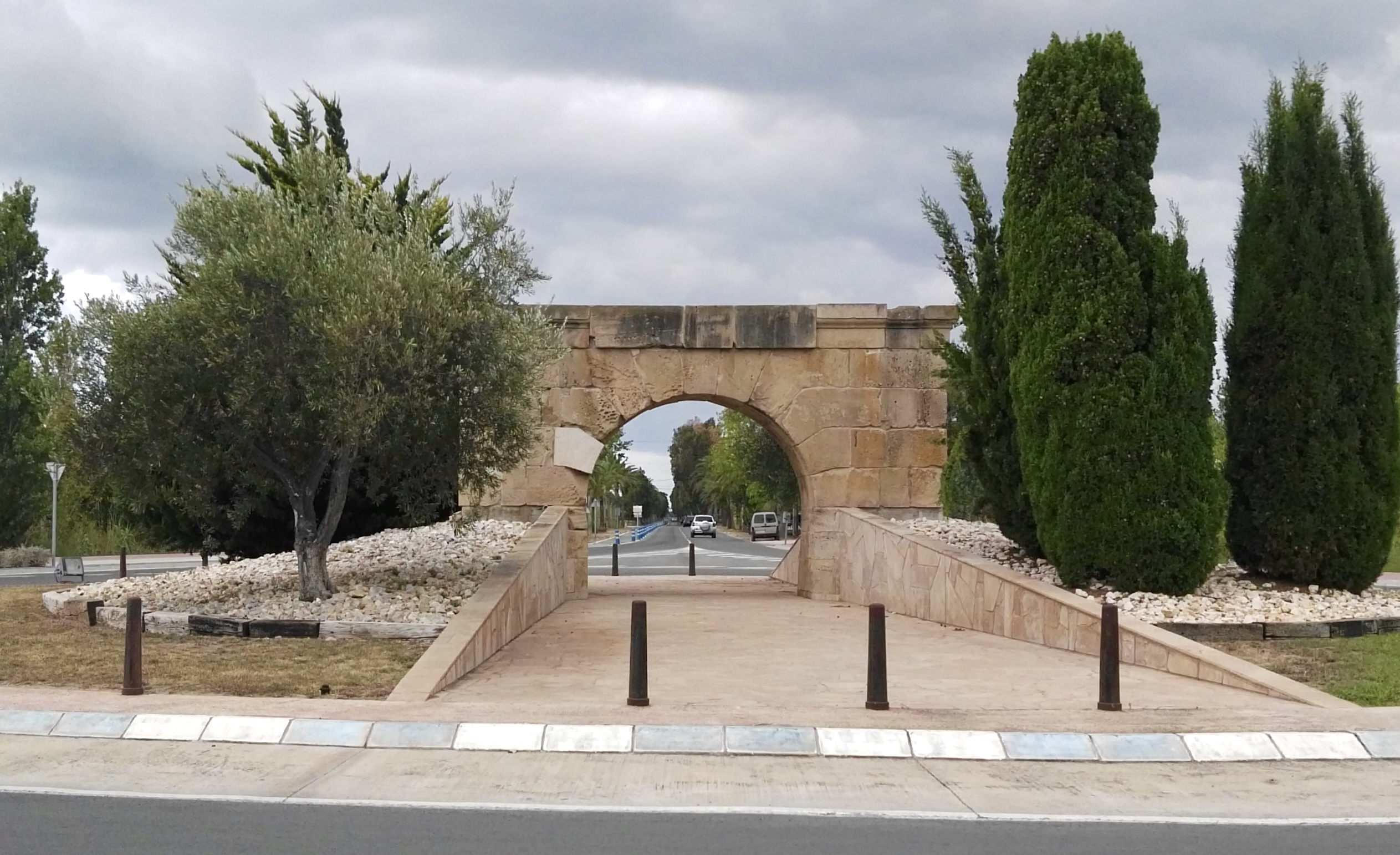
Un dels dos Ponts dels Moros, traslladat a la redona d'entrada de Riumar.

La seua platja àmplia i llarga, de sorra fina, té d'ençà del 1997 la bandera blava, màxim guardó de qualitat de platges i atorgat per la Fundació per a l'Educació Ambiental. Està pràcticament connectada al Fangar i a la platja de la Marquesa i, essent una de les poques dunars del país, té una extensió d'uns 4 km.
La urbanització és accessible a través de la carretera T-340 i també, des del 2021, amb un autobús que opera els caps de setmana i diàriament només durant la Setmana Santa i en temporada d'estiu. L'àrea residencial, atesa la seua construcció com a complex d'estiueig, no té cap monument o edifici patrimonial inclòs com a bé cultural d'interès local al municipi, excepte el pont dels Moros I, que fou restaurat i traslladat expressament a la redona d'entrada del nucli. Esta estructura és pràcticament idèntica al pont dels Moros II, situat al vial T-340 i de camí entre el centre històric de Deltebre i Riumar. Coneguts tots dos també com a Ponts del Rei, estan datats del segle xix, van ser fets amb carreus a semblança d'un arc de triomf i haurien tingut una funció de certa de navegabilitat o per a la retenció d'aigua en les salines del voltant.